# Chambers Institution

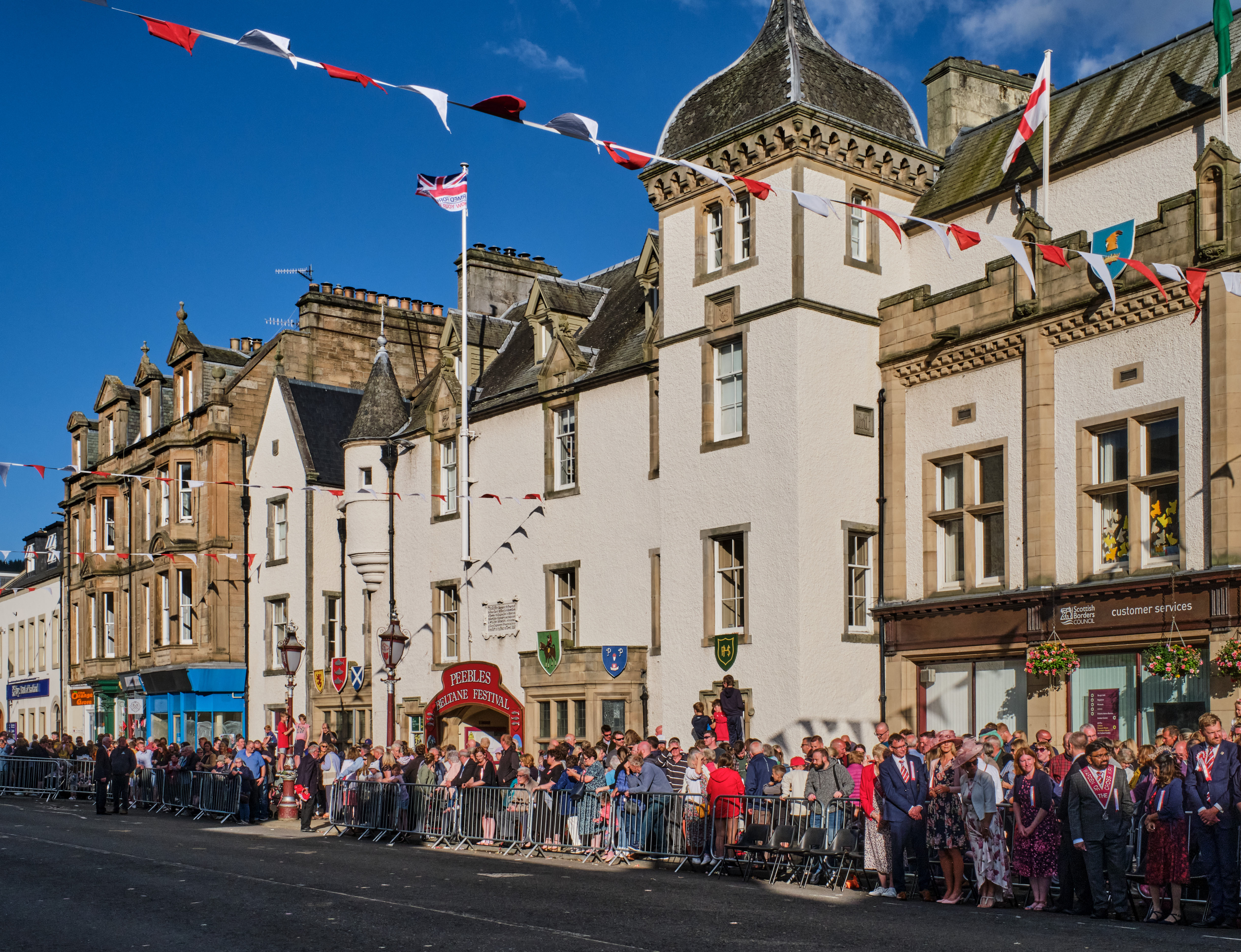
Chambers Institution

Die Chambers Institution, auch Chambers Institute oder Tweeddale Museum, historisch Dean’s House oder Queensberry Lodging, ist ein Museum in der schottischen Kleinstadt Peebles in der Council Area Scottish Borders. 1971 wurde das Bauwerk in die schottischen Denkmallisten in der höchsten Denkmalkategorie A aufgenommen.

## Geschichte
Das Gebäude entstand im 16. oder 17. Jahrhundert. Es gehörte zu den Besitztümern der Dukes of Queensberry, woraus auch die historische Bezeichnung Queensberry Lodging resultiert. 1857 erwarb William Chambers das Anwesen. Er ließ es umfassend renovieren und vermachte es zwei Jahre später der Stadt zur kulturellen Erbauung der Bürger. Heute beherbergt es das Tweeddale Museum. Im Rahmen der Umbaumaßnahmen wurde rückseitig ein Flügel hinzugefügt. Ein weiterer Flügel stammt aus dem Jahre 1911. Von dem ursprünglichen Gebäude sind nur noch wenige Fragmente erhalten.

## Sammlung
Thematisch ist das Museum in vier Bereiche untergliedert. Die anthropologische Sektion fokussiert auf Exponate aus Peeblesshire von prähistorischen Zeiten bis hin zum Mittelalter. Ergänzend sind Stücke und Kleidung aus dem Viktorianischen und Edwardianischen Zeitalter ausgestellt. Außerdem geschichtliche Exponate aus Afrika und Indien. In der naturwissenschaftlichen Ausstellung sind sowohl Minerale als auch eine biologische Sammlung aus Vögeln, Insekten und Schmetterlingen, aber auch verschiedene exotische Exemplare gezeigt. Die kleine Kunstsektion zeigt im Wesentlichen Landschaftsgemälde lokaler Künstler. In der archivalischen Abteilung ist hingegen historisches Material aus Peebles ausgestellt. Hinzu kommen wechselnde Ausstellungen.